# 88 Poesie
88 Poesie è una raccolta di poesie dello scrittore statunitense Ernest Hemingway.

## Struttura della raccolta
Il volume che comprende le poesie scritte da Hemingway dal 1912 al 1956 sono state pubblicate nell'edizione americana a cura di Nicholas Gerogiannis (Ernest Hemingway, 88 Poems, Edited, with an Introduction and Notes, by Nicholas Gerogiannis, New York and London, Harcourt Brace Jovanovich/Bruccoli Clark, 1979) a vent'anni dalla morte dello scrittore.
Si tratta praticamente di tutta la produzione poetica dello scrittore, tranne quattro poesie per le quali la vedova Mary Welsh Hemingway, sposata in quarte nozze nel 1946, non diede il permesso di pubblicazione, una che venne ritenuta lesiva nei confronti di qualche personaggio, e ancora una della quale si conosce solamente il titolo.
Di queste ottantotto poesie, venticinque furono pubblicate quando l'autore era ancora vivo e settantatré risalgono a prima del 1929, data della pubblicazione del romanzo Addio alle armi.
Il volume è strutturato in sei parti: Juvenilia (1912-1917), Vagabondaggi (1918-1925), A Valentine and other offerings (1926-1935), Farewells (1944-1956), Un augurio e altre oblazioni (1926-1933), Addii (1944-1956)

## Hemingway poeta
La poesia è stata per Hemingway, come scrive Vincenzo Mantovani

### Le prime poesie
Hemingway iniziò a comporre le sue prime poesie fin da ragazzo, semplici esercitazioni scolastiche che apparvero su "Trapeze", il giornalino del liceo di Oak Park, e su "Tabula", la rivista letteraria della scuola, nelle quali il giovane o imitava i modelli letterari che conosceva, da Rudyard Kipling a Carl Sandsburg e Ring Lardner, o faceva delle parodie di opere di altri scrittori, come Joyce Kilmer, Robert Louis Stevenson e Robert Graves.

### Le poesie degli anni '20
Verso gli anni venti Hemingway, reduce dalla guerra e ispirato da quanto visto e sofferto oltre che dall'amore per Hadley Richardson, scrive brevi composizioni, pubblicate poi su "Poetry", dove si inizia a vedere lo stile che in seguito utilizzerà per la sua prosa.
Le immagini che tratteggia in brevi versi sono quelle dei soldati mentre combattono, o in trincea o durante una rissa o un'esecuzione capitale e in certi versi le parole, poche e decise, servono per esprimere quanto pensa della guerra
Nel 1922 Hemingway incontra a Parigi Gertrude Stein che legge con attenzione tutti gli scritti che il giovane le aveva sottoposto e rimane colpita per la spontaneità che emerge dalle sue poesie. La Stein sarà per Hemingway una grande guida e il suo stile si può ritrovare in molte delle sue poesie.

Un'altra persona che incontra a Parigi è Ezra Pound al quale piace il linguaggio e le immagini delle poesie di Hemingway e lo aiuterà a pubblicare, nel 1923 presso la casa editrice McAlmon, la sua prima vera opera dal titolo Three Stories & Ten Poems che venne accolto dalla critica con grande indifferenza.
Fino alla fine degli anni '20 Hemingway continuò a scrivere poesie, alcune pubblicate da una rivista tedesca all'avanguardia, "Der Quershnitt" che aveva fatto conoscere le poesie di Joyce. Ma proprio queste poesie fecero scrivere al critico Eugene Jolas una lettera aperta sulla "Chicago Tribune" nella quale incitava il presunto poeta a "cambiare strada", ma Hemingway, come avrebbe poi scritto in Festa mobile già aveva compreso di non essere nato per scrivere poesia.
In questo periodo apparvero comunque ancora sue poesie su alcune riviste americane e nel 1923 la rivista "Poetry" gliene pubblicò sei con il titolo Wanderings (Vagabondaggi), mentre una poesia di Hemingway apparve accanto ad una di William Faulkner sul "Double-Dealer" e Margaret Anderson ne pubblicava due sulla sua "Little Review". Fino al 1924, anno in cui Hemingway lasciò il giornale per cui lavorava, il "Toronto Star Weekly", e ritornò a Parigi, apparvero su di esso ancora alcune poesie.

### L'ultima poesia pubblicata in vita
Risale al 1932 l'ultima poesia pubblicata da Hemingway quando era ancora vivo. Per dodici anni non scrive e non pubblica più poesie tranne una parodia di poco valore che compone a Key West nel 1935.

### Le ultime poesie: 1944-1956
Tra il maggio e l'ottobre del 1944, verso la fine della seconda guerra mondiale, quando Hemingway è corrispondente da Londra per la rivista TIME, egli riprende a scrivere in poesia e scrive due lunghi componimenti (Prima Poesia per Mary a Londra e Poesia per Mary (seconda poesia)) dedicati alla nuova donna che ama e che diventerà la sua compagna, Mary Welsh.

Questi versi sono però simili a sconsolati soliloqui, senza ironia, che mettono a nudo un Hemingway triste e confuso che desidera solo il conforto della sua compagna e che è ossessionato dalla morte. Soprattutto le poesie scritte tra il 1944 e il 1956 (che è l'ultima) sono monologhi di un uomo che è sempre più ossessionato dal pensiero della morte, e, anche se sembra esserci un leggero humour noir nell'ultimo epigramma, esso in realtà rappresenta la chiara anticipazione della sua fine.

## Edizioni
- Ernest Hemingway, 88 Poesie, traduzione di Vincenzo Mantovani, collana Lo Specchio, Arnoldo Mondadori, 1982,  p. 252.